# Крістіан Лакруа
Крістіа́н Лакруа́ (фр. Christian Lacroix) — французький модельєр, одна з найяскравіших і впливовіших фігур у світі моди. Завдяки здатності поєднувати непоєднувані відтінки кольорів і отримувати неймовірний результат французький кутюр'є отримав прізвисько «майстер з чарівним пензлем».

## Біографія
Крістіан Лакруа народився 16 травня 1951 року в маленькому провінційному містечку Арль на півдні ( Франції). Батьки-інженери обожнювали сина. Батько і бабуся з дитинства прищеплювали йому любов до  моди — вони були модниками у своєму місті. Свою освіту Крістіан Лакруа отримав в університеті «Paul Valery University» в Монпельє, де вивчав історію мистецтва. Поступово Крістіан почав приділяти все більше уваги історії костюма. Це захоплення було пов'язано і з його дипломною роботою — «Історичний костюм у живописі XVIII століття». Для того щоб зібрати якомога більше матеріалу Крістіан поїхав до Парижа. Починаючи з 1972 року, він навчався в  Сорбонні і Школі Лувру, вивчаючи музейну справу. Справжньою пристрастю Лакруа у той час став кінематограф і навіть сьогодні він легко згадує всі популярні фільми тих років і використані в них костюми. У 1974 Крістіан Лакруа одружився з Франсуазою Розентьєль (Francoise Rosenthiel). А його кар'єра в індустрії моди розпочалася в 1978 році, коли Лакруа прийшов на роботу в знаменитий дім моди «Hermès». Через два роки модельєр перейшов в «Guy Paulin». У 1981 році Крістіана Лакруа запросили як художнього директора в дім високої моди «Jean Patou». Завдяки своєму таланту він повернув популярність дому моди і збільшив обсяг продажів в три рази. За часи своєї роботи він ввів в моду короткі пишні спідниці. У моделі запрошував худорлявих дівчат з похилими плечима. І таким чином, модельєр сформував образ тонкої моделі, прикрашеної міні-спідницею з турнюром і затиснутої в корсет. Пишні мережива, капелюшки у вигляді квітів і раковин, а також яскраві аксесуари підкреслювали легковажність і волелюбність жінки, яка обирає одяг цієї марки. Театральний, сюрреалістичний стиль Лакруа змінив світ високої моди. Його моделі почали носити Палома Пікассо (Paloma Picasso) і Мірей Матьє (Mireille Mathieu), що, безумовно, сприяло залученню уваги до високої моди. У 1986 році модельєр вперше отримує професійну нагороду «Золотий наперсток». Вже в наступному році Крістіан Лакруа відкриває свій власний дім високої моди за підтримки Бернара Арно (Bernard Arnault), голови концерну «LVMH». Перша колекція була представлена на початку літа 1987 року під назвою «Прекрасна Арлезіанка». При створенні моделей були використані елементи традиційного костюма арлезіанок, спідниці-пуховики, болеро і тореро. Яскрава колірна гамма і строкаті візерунки співвідносилися з кліматом півдня Франції, а точніше з місцевістю Камарг, якій і була присвячена ця колекція. Вона отримала масу позитивних відгуків і мала відмінний комерційний успіх. Вже в наступному році модельєр запустив лінію одягу класу «Pret-a-Porter». За свою другу колекцію «Haute couture», модельєр отримав другий «Золотий наперсток». У 1990 році Крістіан Лакруа випустив свої перші парфуми «C'est La Vie. Christian Lacroix». Через чотири роки він запустив лінію молодіжного одягу «Bazar», а ще через два роки — лінію джинсового одягу. В той же час дім моди Lacroix випускає лінію аксесуарів, зокрема взуття, окуляри, капелюхи,  сумки,  біжутерію, шарфи і ремені. Навесні 2002 року його запрошують на посаду креативного директора в дім моди «Emilio Pucci». У 2004 році Крістіан Лакруа вперше почав розробляти лінію жіночої нижньої білизни і чоловічий одяг. 2007 рік ознаменувався організованою Крістіаном Лакруа виставкою «Крістіан Лакруа: історія моди», яка була присвячена ювілею дому моди «Lacroix». В рамках ретроспективи було представлено понад 400 моделей одягу й аксесуарів, які мали значний вплив на розвиток моди. На початку 2008 року на Паризькому Тижні Високої моди, модельєр представив колекцію, де використав російські мотиви, у вигляді позолоченої вишивки на оксамитових жакетах, а також стиль куртизанток Франції — рукава-ліхтарики і мереживні жабо. Так, Крістіан залишився вірним своєму стилю, коли на подіум він випускає рафінованих жінок-ляльок. 2009 рік став останнім у житті модного дому Cristian Lacroix: перекуплений інвесторами, він був приречений розділити долю всіх збиткових підприємств. У цей час Лакруа працює художником по костюмах у постановці опери Генделя «Аґріппіна» на сцені берлінської Державної опери..

## Творчість і стиль Лакруа
Завдяки використанню стилізованих форм історичного костюма, стиль Крістіана Лакруа отримав назву "необароко". Проте кутюр'є не забажав зупинятися на досягнутому. Поступово він став змінювати стиль своїх моделей. Вже в 90-х його стиль отримав нову назву - "історизм". Колірна палітра Лакруа виражена зухвалими співвідношеннями помаранчевого, жовтого, червоного, пурпурового, рожевого, синього і зеленого кольорів. Найчастіше модельєр використовує пірамідальний і трапецієподібний силуети. Крім того, улюбленим прийомом майстра є багатошаровість. До улюблених матеріалів Лакруа можна віднести набивні тканини, оксамит, ситець, шотландку, мохерову пряжу, гобеленові тканини, атлас і твід. Джерелом натхнення для Лакруа в різний час служили Схід, епоха Середньовіччя, і період правління Наполеона. Крім того, в творіннях кутюр'є можна знайти прямі асоціації з військовою формою і костюмом селян Монголії.

### Колірна палітра
Лакруа любить використовувати дуже яскраві, помітні фарби і несподівані колірні поєднання. «Фірмові» кольори палітри Lacroix: пурпуровий, отруйно-рожевий, помаранчевий, жовтий, всі відтінки червоного, синього і зеленого. Іноді майстру вдається комбінувати їх в одному вбранні. Одяг від Lacroix легко впізнати за неординарним кольоровим рішенням. Буяння фарб, що відрізняє творіння Лакруа, — данина природі і яскравому сонцю його рідного Провансу.

### Силует
Лакруа переважно використовує трапецієподібний і пірамідальний силуети, тому одяг від Lacroix — довгі просторі наряди, легкі і невагомі. Дизайнер також любить створювати багатошарові ансамблі.

### Прикраси і декоративні елементи
Лакруа часто використовує штучні і натуральні квіти, щоб привернути увагу до вирізу декольте, а також як незвичайний акцент на капелюхах. Творіння Лакруа рясніють рюшами, мереживними гофрованими комірами та манжетами, воланами і жабо. Невід'ємною складовою його фірмового стилю вважають вишивку. Вишитий орнамент на костюмах від Лакруа часто нагадує традиційну вишивку іспанського історичного костюма. Крім того, кутюр'є часто поєднує вишивку з коштовностями. Як правило, вишивку для дому Lacroix виконує знаменитий вишивальник Франсуа Лесаж Francois Lesage.

### Тканини
Лакруа віддає перевагу шерсті, мохеровій пряжі, шкірі, твіду, ситцю, оксамиту, шотландці, гобеленовій тканини, крепу, атласу, ламі і набивним тканинам.

### Аксесуари
Важливим доповненням одягу від Lacroix є такі «фірмові» аксесуари, як масивні ювелірні прикраси, капелюхи з фетру і леопардової шкіри, накидки з різнокольорових клаптиків (patchwork), відлоги, берети з вишивкою, шарфи з бахромою або смужками, ремені з заклепками або бахромою, рукавички з вишивкою, довгі намиста, помаранчеві або золотаві чоботи, масивні хрести, прикрашені дорогоцінним камінням.